# Kedleston Park

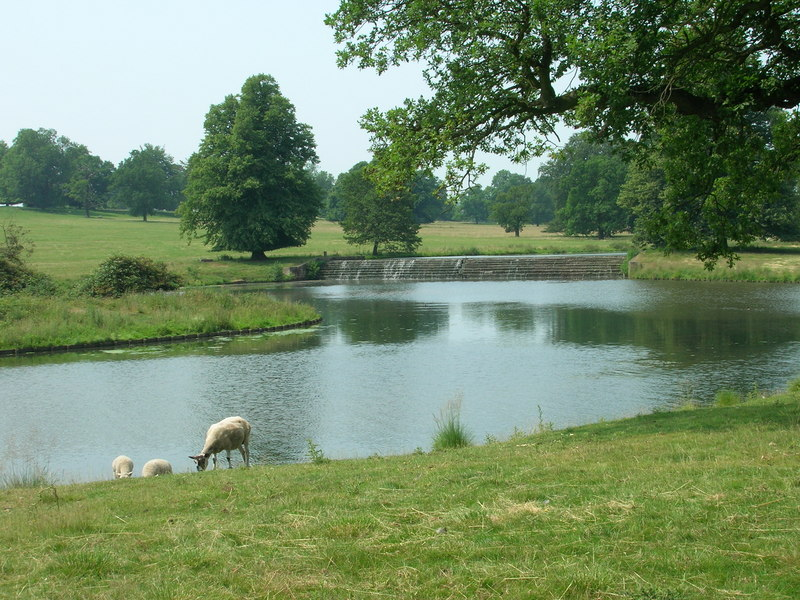

Kedleston Park je plocha u Kedleston Hall, venkovské usedlosti zámožného majitele v Kedleston, Derbyshire. Parková úprava je ve stylu anglický park.
Jeden z nejvýznamnějších zahradních architektů 20. století, Ivar Otruba park popisuje jako krajinu nálad, „…kdy se nám v šerosvitu zjevuji symbolické, antikizující stavby, pavilony, zámek, palladianské mosty… …louky, se stády zvěře chované v oborách i volně se pasoucí, umně zastřihávající spodní část koruny stromu … …Jako by stromy měly „spodničky".“ Tento efekt pasoucí se zvěře v anglickém parku popisuje a doporučuje pro některé případy už Humphry Repton
Zahrady a pozemky, jsou na počátku 21. století do značné míry upraveny podle pojetí Roberta Adama. Adam byl požádán Nathanielem Curzonem v roce 1758, aby "vzal do roky oboru a okrasnou zahradu". Zahradní architekt William Emes začal pracovat na Kedleston v roce 1756, a pokračoval v úpravách Curzona až do roku 1760. Nicméně, hlavní úpravy řídil Adam. Během tohoto období byly zahrady navržené Charlesem Bridgemanem zcela odstraněny ve prospěch přirozeněji vypadající úpravy připomínající krajinu. Bridgemanovy geometrické nádrže byly upraveny na jezera s meandry.

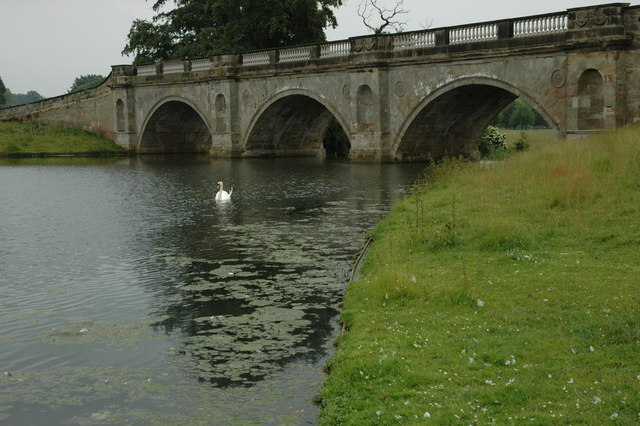
The Bridge by Robert Adam

Robert Adam navrhl četné chrámy a tretky, mnoho z nich bylo nikdy vytvořeno. Tyto se nacházejí v North Lodge (která má podobu triumfálního oblouku): vstupní brány s vrátnicemi v obci, most, kaskády a Fishing Room . Fishing Room je jednou z nejvíce patrných budov v parku. Je upraven v neoklasicistním stylu, je umístěn na okraji horního jezera a obsahuje lázeň a loděnici níže. Některé z neprovedených prvků R. Adama v designu soupeří s vznešenosti domu Kedleston Hall. "Rozhledna" byla navržena v roce 1760. Měla být 84 stop vysoká a 50 stop široká, o pěti patrech a kupoli největší věže by obklopovaly menší kupole doprovodných věží. Adam plánoval proměnit i všední užitkové budovy na architektonické skvosty. Design bažantnice (velká plocha poskytovala výhodné místo pro střelbu) měl být upraven na klenutý chrám, avšak plán příliš nebyl nikdy dokončen. Mezi sochami v areálu je socha medicejského lva vytesaná Josephem Wiltonem na podstavci navrženém Samuelem Wyattem, z doby kolem 1760 - 1770.  
Okolo 1770, George Richardson navrhl šestihranný letohrádek, a v roce 1800 oranžerii. Long Walk byl založen v roce 1760 a osázen kvetoucími keři a okrasnými dřevinami. Je zpráva, že v roce 1763 lord Scarsdale dal svému zahradníkovi semeno vzácného a italského keře, který nazýval "Rodo Dendron" (Nemuselo jít o pěnišník, název rhododendron, byl až do 17. století výraz pro oleandr Nerium oleander který v Itálii roste zcela běžně).

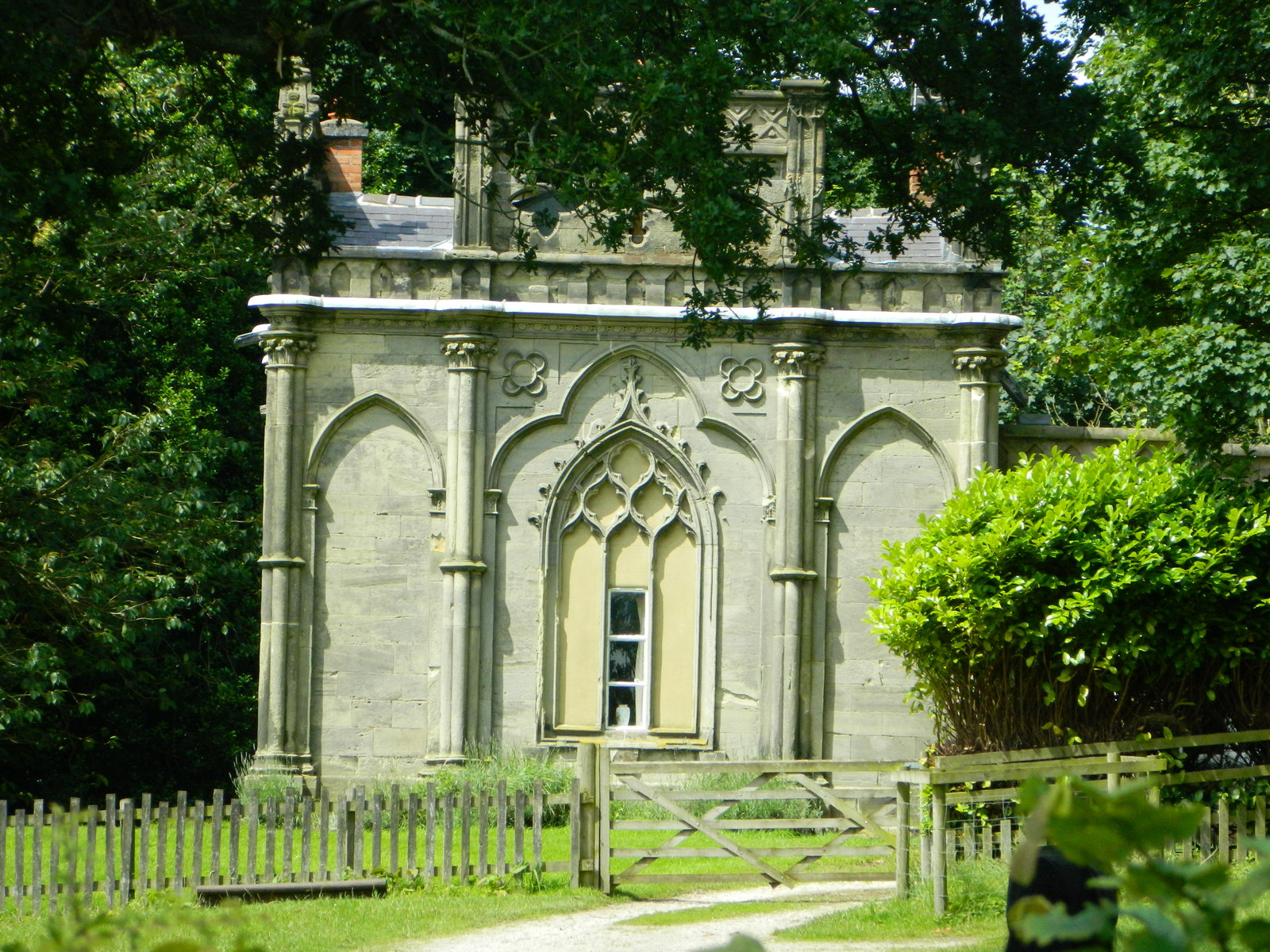
Pseudogotická stavba Gothic Temple

Zahrady a pozemky dnes, více než dvě stě let později, zůstávají většinou beze změny. Části majetku je určena jako pozemek zvláštního vědeckého zájmu, a to především pro "bohatství a rozmanitost fauny bezobratlých zetlelého dřeva" která obývá staré stromy. 

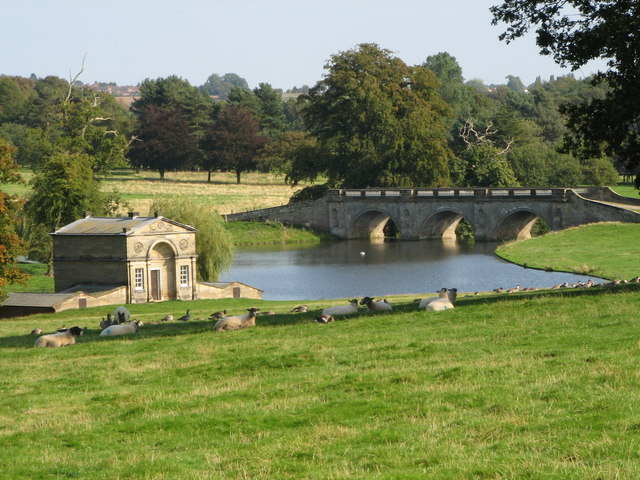
Loděnice a most navržené Adamem
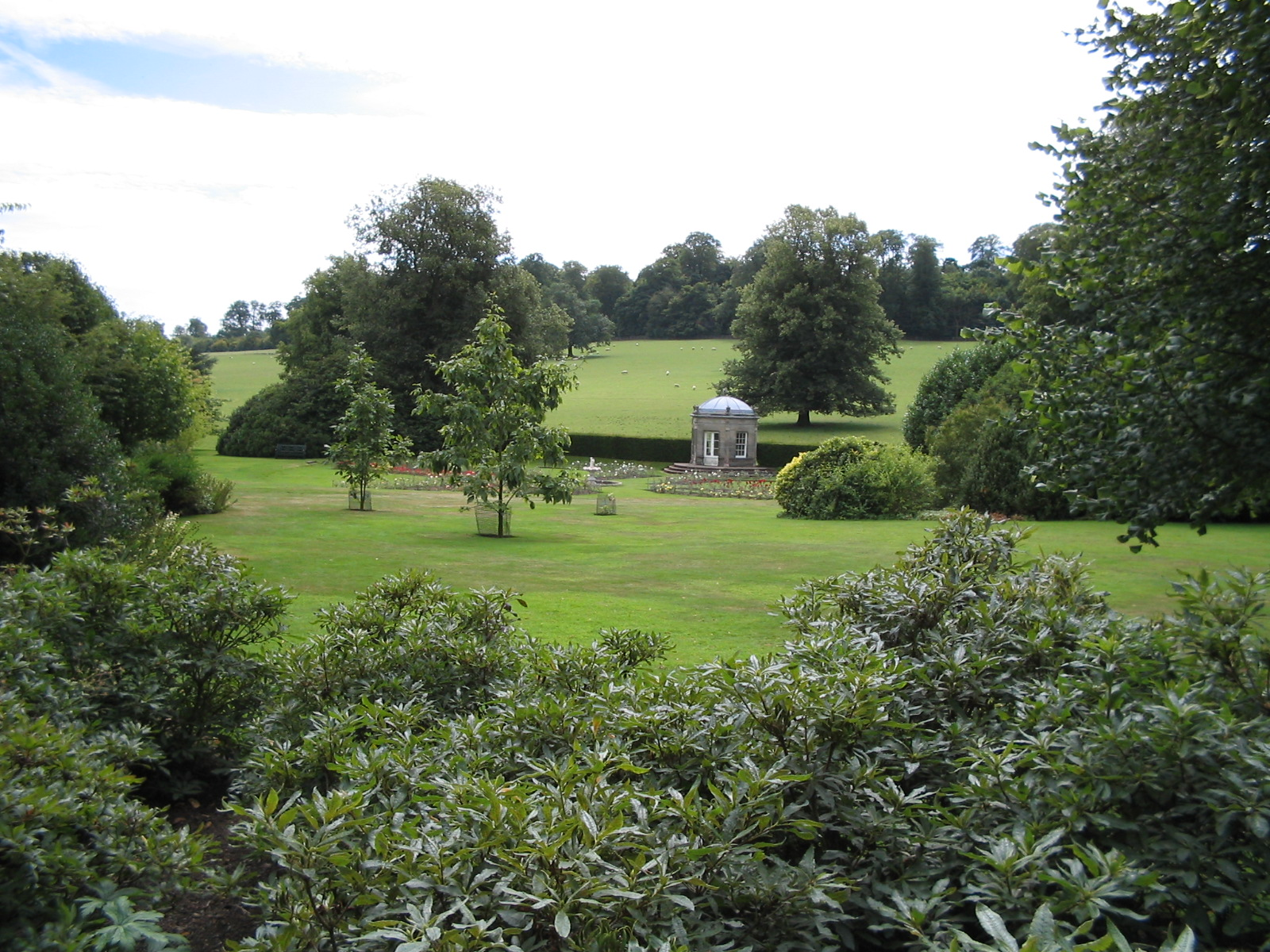
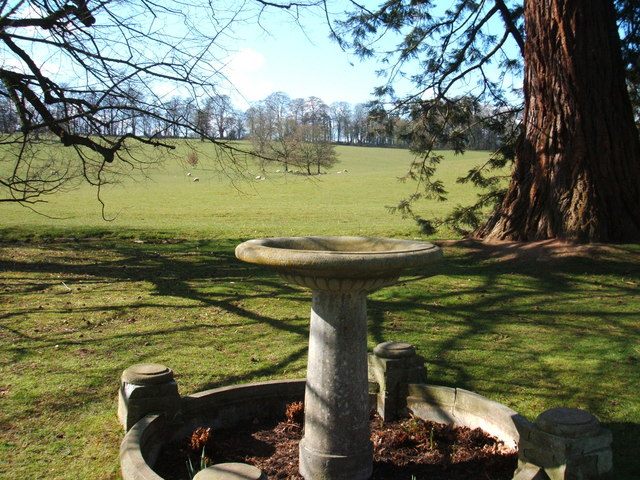
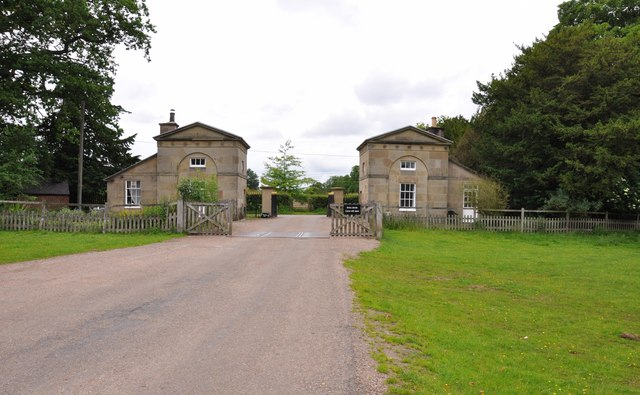
Vrátnice a brána North Lodge